# Gymnoscelis carneata
Gymnoscelis carneata là một loài bướm đêm trong họ Geometridae.